# Świątynia Hongluo
Świątynia Hongluo (chin. upr.: 红螺寺; chin. trad.: 紅螺寺; pinyin: Hóngluó Sì; dosł. Świątynia Czerwonych Muszli) – świątynia buddyjska położona u podnóża góry Hongluo, w dzielnicy Huairou, w północnym Pekinie. Zajmuje obszar o powierzchni ok. 6,7 ha. 

## Historia
Nazywana pierwotnie Świątynią Daming, została wzniesiona w 378 roku za panowania dynastii Jin, a za rządów dynastii Tang została odnowiona i rozbudowana. Była jedną z najważniejszych świątyń buddyjskich w północnych Chinach, w przeciągu ostatnich dziesięciu wieków; służyła nie tylko jako miejsce kultu religijnego, ale także jako ośrodek klasztorny, w którym kształcili się mnisi z całych północnych Chin oraz Japonii. Świątynia, z racji swojego położenia, była często odwiedzana przez cesarzy.

### Nazwa
Z nazwą świątyni wiąże się legenda, która głosi, iż dwie księżniczki Nefrytowego Cesarza były tak zachwycone pięknem świątyni i jej okolic, że za dnia ukrywały się pod ludzką postacią i czytały buddyjskie pisma razem z mnichami, natomiast w nocy przeistaczały się w dwie duże, spiralne muszle i przebywały w świątynnej sadzawce. W międzyczasie używały swojej mocy do ochrony świątyni i tubylców, jednak Nefrytowy Cesarz odkrył, co robią i rozkazał im wracać. Od tego momentu świątynię zaczęto nazywać Hongluo, ukazując tym samym uznanie i nadzieję, że dwie księżniczki wrócą któregoś dnia do świątyni.

## Opis
Na północ od świątyni znajduje się góra Hongluo, a na południe jezioro Hongluo. Przy głównym wejściu stoi brama pailou. Świątynia posiada pięć dziedzińców. Dziedziniec centralny otoczony jest przez pawilon Niebiańskich Królów, pawilon Mahawiry, pawilon medytacji oraz pawilon służący do studiowania pism buddyjskich. Pozostałe dziedzińce odpowiadają czterem stronom świata. Przy wschodnim dziedzińcu mieści się pokój gościnny, refektarz, pawilon "przedłużania życia" (yanshou tang), mieszkania dla mnichów i specjalne miejsca do uprawiania qigong. Przy zachodnim dziedzińcu znajduje się pomieszczenie, w którym przechowywane są szczątki mnichów.
Świątynia jest znana z dużego bambusowego gaju, który pochodzi z okresu dynastii Yuan. Ponadto na terenie świątyni rosną także dwa tysiącletnie miłorzęby (okaz męski i żeński), mające ok. 30 metrów wysokości oraz osiemsetletnia sosna, opleciona glicynią chińską.